# زاخراشسانی
زاخراشسانی (به لاتین: Zachrašťany) یک منطقهٔ مسکونی در جمهوری چک است که در شهرستان هرادتس کرالووه واقع شده‌است. زاخراشسانی ۱۸۲ نفر جمعیت دارد.